# En nuestro día
En nuestro día (en coreano: 우리의 하루) es una película surcoreana de 2023 dirigida por Hong Sang-soo.
La película fue seleccionada para competir en la Quincena de Realizadores en el Festival Internacional de Cine de Cannes de 2023. A su vez fue elegida para participar en la selección principal en el Festival Internacional de Cine de Nueva York de 2023.

## Sinopsis
Una mujer de unos 40 años vive temporalmente en casa de una amiga, que está criando un gato. A otra persona, un hombre de unos 70 años que vive solo, se le murió su gato de viejo. Hoy cada uno de ellos ha recibido una visita: una mujer de unos 20 años para la mujer, y un hombre de unos 30 años para el anciano.